# Pont-Noyelles
Pont-Noyelles è un comune francese di 733 abitanti situato nel dipartimento della Somme nella regione dell'Alta Francia.

## Società

### Evoluzione demografica
Abitanti censiti